# Evangeli dels Hebreus
L'Evangeli dels Hebreus, o segons els Hebreus, és un evangeli apòcrif escrit probablement en el segle I. No n'ha arribat cap còpia sencera, però sí, els comentaris que en feren nombrosos pares de l'Església com: Sant Ireneu, Climent Alexandrí, Orígens i Eusebi de Cesarea. El nom Evangeli dels Hebreus sembla haver estat un terme genèric per fer referència als evangelis judeocristians emprats pels jueus, el que ha portat a confusió amb els anomenats Evangeli dels Natzarens i Evangeli dels ebionites. Dels textos de Jeroni, sembla que aquest autor considerava idèntiques totes aquestes obres. Donat l'estat fragmentari de tots aquests, resulta infructuós intentar saber si es tractava d'un mateix evangeli o de diverses obres diferents. Sant Jeroni, Eusebi i Sant Epifani diuen que els caràcters eren hebreus, mentre que la llengua era caldea o siríaca (equivalent a l'arameu modern).

## Discussió
Escrit en un ambient judeocristià, és considerat per alguns autors, una de les fonts de l'Evangeli de Mateu. Segons Sant Jeroni, és possible que Sant Ignasi (mort en el 107), cités un passatge d'aquest evangeli relatiu a la resurrecció. Encara que no es pot assegurar, és molt possible que aquest evangeli sigui del segle i, per tant seria coetani dels evangelis canònics. Tant el contingut com els testimonis acusen un ambient jueu-cristià. Sant Jeroni diu: «En l'evangeli usat per natzarens i ebionites (que recentment hem traduït de l'hebreu al grec i que la majoria l'anomenen l'autèntic de Sant Mateu)». Els primers (natzarens) eren descendents dels jueu-cristians que van fugir de la destrucció de Jerusalem l'any 70.
Alguns erudits moderns classifiquen l'Evangeli dels Hebreus com un dels tres "evangelis judeocristians", anteriors als evangelis canònics, juntament amb l'Evangeli dels Natzarens i l'Evangeli dels Evionites. Aquests evangelis només es coneixen de forma fragmentària, citats pels pares de l'església. La relació entre aquests evangelis i la Hipòtesi de l'Evangeli Hebreu és, de moment, una especulació.

## Contingut
Malgrat no ens ha arribat cap còpia sencera d'aquest evangeli, gràcies als comentaris que en feren els Pares de l'Església es pot avui reconstruir part del text d'aquest evangeli. Els més significatius són els següents:
Orígenes (†253-254):
- "I si algú accepte l'Evangeli dels Hebreus, a on el Salvador en persona diu: «Em prengué la meva mare, l'Esperit Sant, per un dels meus cabells i em portà a la muntanya sublim del Tabor», es quedarà perplex en considerar com pot ser mare de Jesús, l'Esperit Sant engendrat pel Verb. Però tampoc això li és a aquest difícil d'explicar".

Sant Jeroni (†419-420):
- En l'Evangeli segons els Hebreus, que fou escrit en llengua caldea i siríaca, però amb caràcters hebreus, del que se serveixen avui els natzarens, segons els apòstols, o com prefereix la major part, segons Sant Mateu, conservat en la biblioteca de Cesària, es troba la història: «Vet aquí que la mare del Senyor i els seus germans li deien: Joan el Baptista bateja en remissió dels pecats: anem i siguem batejats per Ell. Més Ell els digué: ¿Quins pecats he comès Jo perquè hagi d'anar i ser batejat? Llevat que això que acabo de dir sigui ignorància meva».
- I en el mateix llibre l'Evangeli segons els Hebreus: «Si peca el teu germà de paraula i et dona satisfacció, rep-lo set vegades al dia. Simó, el seu deixeble, li digué: Set vegades al dia? Respongué el Senyor, i li digué: et dic que sí, i encara setanta vegades set. Doncs en els mateixos profetes després de ser ungits per l'Esperit Sant, s'hi han trobat faltes»

(Mateu 18,21-22; Lluc 17,4).
Se sap, però, amb exactitud l'extensió del perdut Evangeli dels Hebreus: 2200 línies, només 300 línies més curt que l'evangeli de Mateu, en grec. La dada procedeix a Stichometria de Nicèfor afegida a l'obra de Nicèfor, anomenada Cronografia. Aquesta divideix les escriptures en tres categories: canònics, apòcrifs, i una tercera categoria, els Άντιλέγωμενα (antilegomena, discutits), en la que inclou l'Apocalipsi, l'Apocalipsi de Pere, l'Epístola de Bernabé i l'Evangeli dels Hebreus.